# Barbara (película de 2017)
Barbara es el nombre de una película francesa de drama dirigida por Mathieu Amalric y protagonizada por Jeanne Balibar. La película fue proyectada en Un Certain Regard en la selección oficial del Cannes Film Festival de 2017, en donde obtuvo un reconocimiento.

## Sinopsis
Brigitte se está preparando para el papel de la famosa cantante francesa Barbara . La actriz estudia cuidadosamente el personaje, los gestos, los modales y las entonaciones. Aprende los puntajes de la música, imita su expresión facial, pero, como hace Brigitte y más y más, gradualmente se fusiona con el personaje. El director también se está preparando para rodar la película: estudia imágenes de archivo y selecciona cuidadosamente la música. Él está inspirado e incluso poseído.

## Reparto
- Jeanne Balibar: Brigitte / Barbara
- Mathieu Amalric: Yves Zand
- Lisa Ray-Jacobs: la agente de Brigitte
- Vincent Peirani: Roland Romanelli
- Aurore Clément: Esther
- Fanny Imber: Marie Chaix
- Grégoire Colin: Charley Marouani
- Pierre Michon: Jacques Tournier

## Premios
* Fuente: Página de la película en IMDb. 
| Año  | Premio o festival                   | Categoría                           | Nominado                                              | Resultado |
| ---- | ----------------------------------- | ----------------------------------- | ----------------------------------------------------- | --------- |
| 2017 | Festival de Cannes                  | Un Certain Regard - Mejor película  | Mathieu Amalric                                       | Nominado  |
| 2017 | Festival de Cannes                  | Un Certain Regard - Poesía del cine | Mathieu Amalric                                       | Ganador   |
| 2017 | Festival de Cine de Hamburgo        | Premio de la crítica                | Mathieu Amalric                                       | Nominado  |
| 2017 | Premio Louis Delluc                 | Mejor película                      | Mathieu Amalric                                       | Ganador   |
| 2017 | Festival de Cine Europeo de Sevilla | Mejor director                      | Mathieu Amalric                                       | Ganador   |
| 2018 | Premios César                       | Mejor actriz                        | Jeanne Balibar                                        | Ganadora  |
| 2018 | Premios César                       | Mejor guion original                | Mathieu Amalric y Philippe Di Folco                   | Nominados |
| 2018 | Premios César                       | Mejor sonido                        | Olivier Mauvezin, Nicolas Moreau y Stéphane Thiébault | Ganadores |
| 2018 | Premios César                       | Mejor fotografía                    | Christophe Beaucarne                                  | Nominado  |
| 2018 | Premios César                       | Mejor montaje                       | François Gedigier                                     | Nominado  |
| 2018 | Premios César                       | Mejor vestuario                     | Pascaline Chavanne                                    | Nominada  |
| 2018 | Premios César                       | Mejor decorado                      | Laurent Baude                                         | Nominado  |
| 2018 | Premios César                       | Mejor dirección                     | Mathieu Amalric                                       | Nominado  |
| 2018 | Premios César                       | Mejor película                      | Mathieu Amalric                                       | Nominado  |
| 2018 | Premios Lumières                    | Mejor película                      | Mathieu Amalric                                       | Nominado  |
| 2018 | Premios Lumières                    | Mejor dirección                     | Mathieu Amalric                                       | Nominado  |
| 2018 | Premios Lumières                    | Mejor actriz                        | Jeanne Balibar                                        | Ganadora  |
| 2018 | Premios Lumières                    | Mejor fotografía                    | Christophe Beaucarne                                  | Ganador   |
| 2019 | Premios Días de Cine                | Mejor actriz internacional          | Jeanne Balibar                                        | Nominada  |